# یحیی عدوانی

ابوسلیمان یحیی بن یَعمَر وشقی نحوی بصری عَدوانی (متولد بصره - خراسان ۷۴۶م؟) زبان‌شناس، محدث و تابعی بود. یزید بن مُهَلَّب او را به قضاوت خراسان گماشت و به یکباره برکنار کرد. او در تبعید در خراسان به‌روزگار مروان بن محمد درگذشت.